# Mezquita de Koca Mustafa Paşa

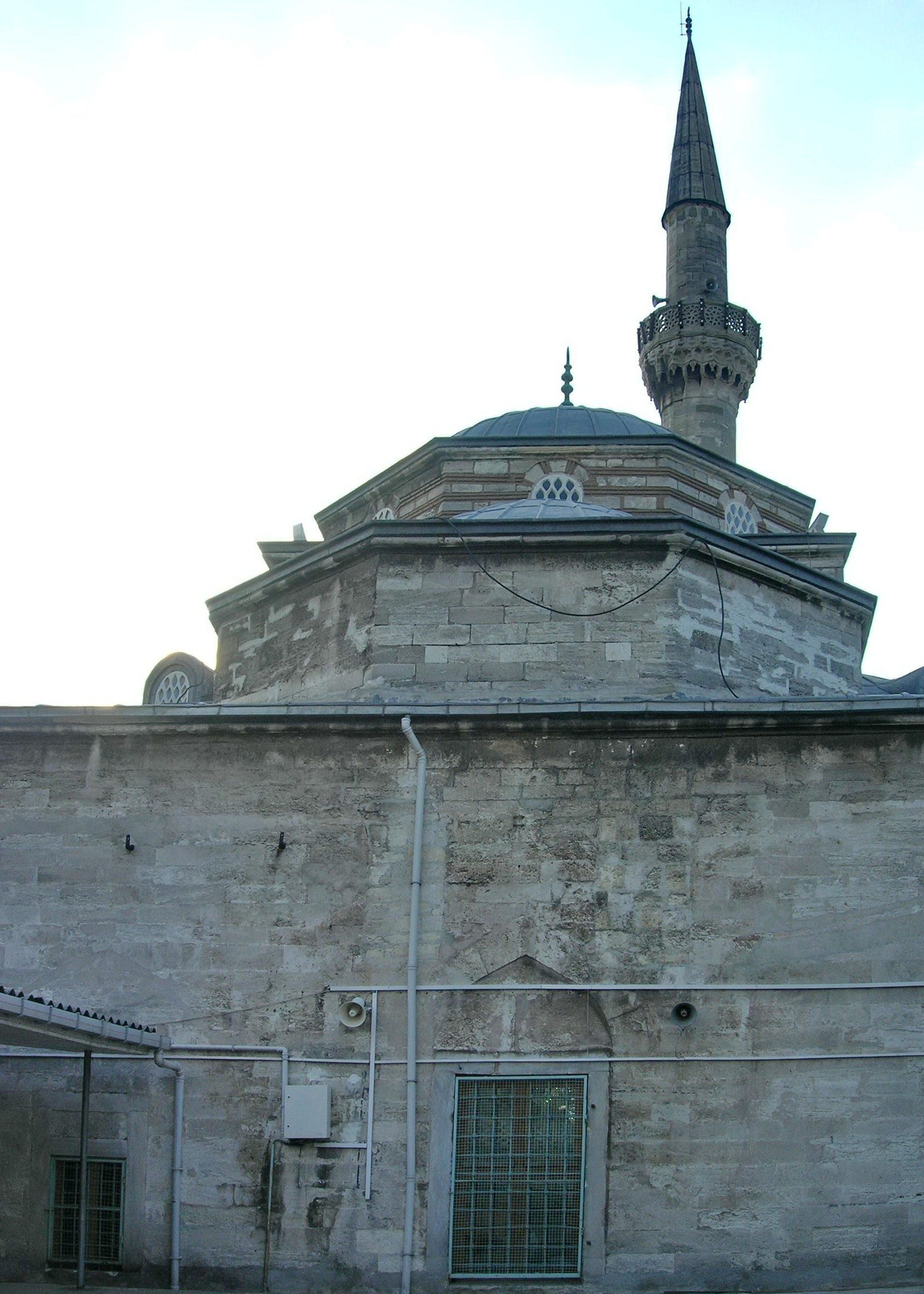
Vista de la mezquita.

La Mezquita de Koca Mustafa Paşa (en turco, Koca Mustafa Paşa Camii; también conocida como Sünbül Efendi Camii) es una antigua iglesia ortodoxa convertida en mezquita durante el periodo otomano. Se encuentra en Estambul, Turquía. La iglesia, al igual que el monasterio colindante, estaba dedicada a San Andrés de Creta. Aunque se transformó en gran medida durante los periodos bizantino y otomano, es una de las pocas iglesias existentes de Estambul. Su construcción se remonta al siglo VI.

## Ubicación
Se encuentra en el distrito de Fatih, en el barrio de Kocamustafapaşa, en Koca Mustafa Paşa Caddesi. Está situada dentro de la ciudad amurallada, no lejos de la iglesia de San Juan de Studion, en la cuesta de la séptima colina de Constantinopla, cerca del Mármara.

## Historia

### Periodo bizantino
A principios del siglo V, la princesa Pulqueria, hermana del emperador Teodosio II, ordenó construir cerca de la Puerta de Saturnino, un monasterio dedicado a San Andrés. El edificio, llamado también Rodofylion (en griego, Ροδοφύλιον) se encuentra a 600 m al oeste de la puerta. Posteriormente, el monasterio se convirtió en convento, el cual se menciona por primera vez en 792. San Andrés de Creta, mártir de la lucha contra la Iconoclasia, asesinado en 726 debido a su resistencia a las políticas iconoclastas del emperador Constantino V, fue enterrado allí. Debido a su popularidad tras el domingo de Ortodoxia, la iglesia dejó de dedicarse a San Andrés Apóstol y cambió a él.
Durante la segunda mitad del siglo IX, el emperador Basilio I reconstruyó la iglesia por completo, ya que posiblemente se dañó durante las luchas iconoclastas.
Hacia el año 1284, la princesa Teodora Raulina, sobrina de Miguel VIII y mujer del protovestiarios Johannes Raul, ordenó reconstruir el monasterio y la iglesia, por lo que recibió el apelativo de segunda ktētorissa. Pasó los últimos quince años de su vida en el monasterio y fue enterrada allí. Abandonada durante la ocupación latina de Constantinopla, dos peregrinos rusos visitaron Constantinopla en 1350 y entre 1425 y 1450 mencionan la iglesia, afirmando que muchos enfermos veneraban a San Andrés. A principios del siglo XV, la zona circundante del monasterio estaba cubierta con viñedos, lo que confirma el declive de
la ciudad.

### Periodo otomano

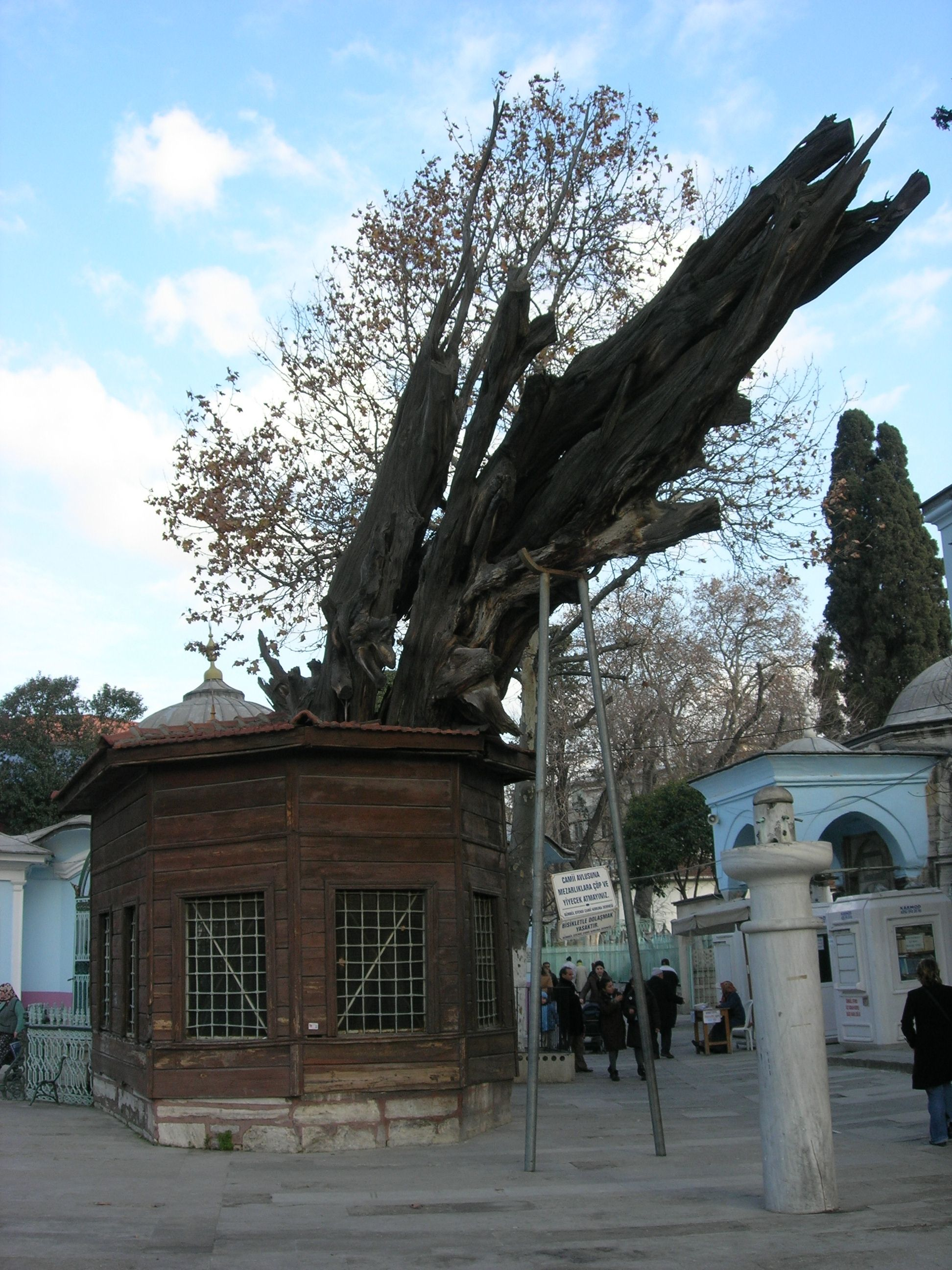
El ciprés muerto donde se utilizó la cadena como detector de mentiras (actualmente, escondida en la construcción de madera). La mezquita se encuentra a la derecha, mientras al fondo se levanta una fuente con forma de columna. Detrás, se ve la cúpula de la tumba de Sünbül Efendi.

Tras la conquista de Constantinopla por parte de los otomanos, el monasterio, conocido por los turcos como Kızlar Kilisesi («iglesia de las mujeres»), continuó habitado durante un tiempo. Entre 1486 y 1491, el Kapicibaşi (y posteriormente Gran Visir) Koca Mustafa Pasha, ejecutado en 1512, convirtió la iglesia en una mezquita. Algunos años después, su yerno, Şeih Çelebi Efendi como Tekke de los derviches de la orden de los Halveti, donó el edificio del monasterio. En aquella época, los derviches tenían como líder al maestro sufí Sünbül Efendi. Su mausoleo, conocido destino para los peregrinos musulmanes, se encuentra junto a la mezquita, la cual se llama como él. A principios del siglo XVI, se produjeron desavenencias entre el sultán Selim I y Şeih Çelebi, ya que el sultán quería derribar parte del monasterio para construir el palacio de Topkapı. Murió en 1559 y, junto con su mujer, Safiye Hatun, fue enterrado en un mausoleo en los jardines de la mezquita, cerca de la tumba de Mustafa Paşa. Varios jeques de la orden Halveti fueron enterrados en el cementerio que se encuentra detrás de la mezquita.
También en este periodo nació la tradición relacionada con una cadena colgada de un ciprés. El ciprés está muerto desde hace tiempo, pero sigue en pie, junto con la cadena, dentro de un pequeño edificio circular en el jardín de la mezquita. La cadena fue colgada por dos personas que defendían ideas contrarias y se dice que sólo golpeó a la persona que decía la verdad. Se trata de una de las numerosas historias tradicionales referentes a la mezquita, todas ellas con origen en la época bizantina. Son la muestra de la unión entre la cultura popular y las creencias otomanas y griegas.
A principios del siglo XVII, el ministro del Tesoro (Defterdar) Ekmekçizade Ahmet Paşa permitió que se construyese una madraza, las puertas del complejo, un zaviye, y una escuela. Un siglo después, el médico del sultán (hekimbaşı), Giridli Nuh Efendi, cerró el tekke y amplió la madraza, mientras que, en 1737, Hacı Beşir Ağa erigió en el jardín una fuente con forma de columna. El terremoto de 1766 destruyó la cúpula del edificio, la cual se reconstruyó en 1768. Durante el siglo XIX, Mahmut II ordenó reconstruir el pórtico. Entre 1847 y 1848, el sultán Abdülmecit I reconstruyó el muro que rodea el complejo. Algunos años después, se levantaron dos fuentes en el jardín de la mezquita. Finalmente, en 1953, se restauró el edificio de nuevo.
La tradición de encender el minarete de las mezquitas la noche del aniversario del nacimiento del profeta Mahoma tiene su origen en la mezquita de Koca Mustafa.